# Scytodes cedri
Espèce
Scytodes cedri est une espèce d'araignées aranéomorphes de la famille des Scytodidae.

## Distribution
Cette espèce est endémique d'Afrique du Sud. Elle se rencontre au Cap-Occidental et au Cap-Oriental.

## Description
La femelle holotype mesure 5 mm.

## Publication originale
- Purcell, 1904 : Descriptions of new genera and species of South African spiders. Transactions of the South African Philosophical Society, vol. 15, p. 115-173 (texte intégral).